# 南豐廣場

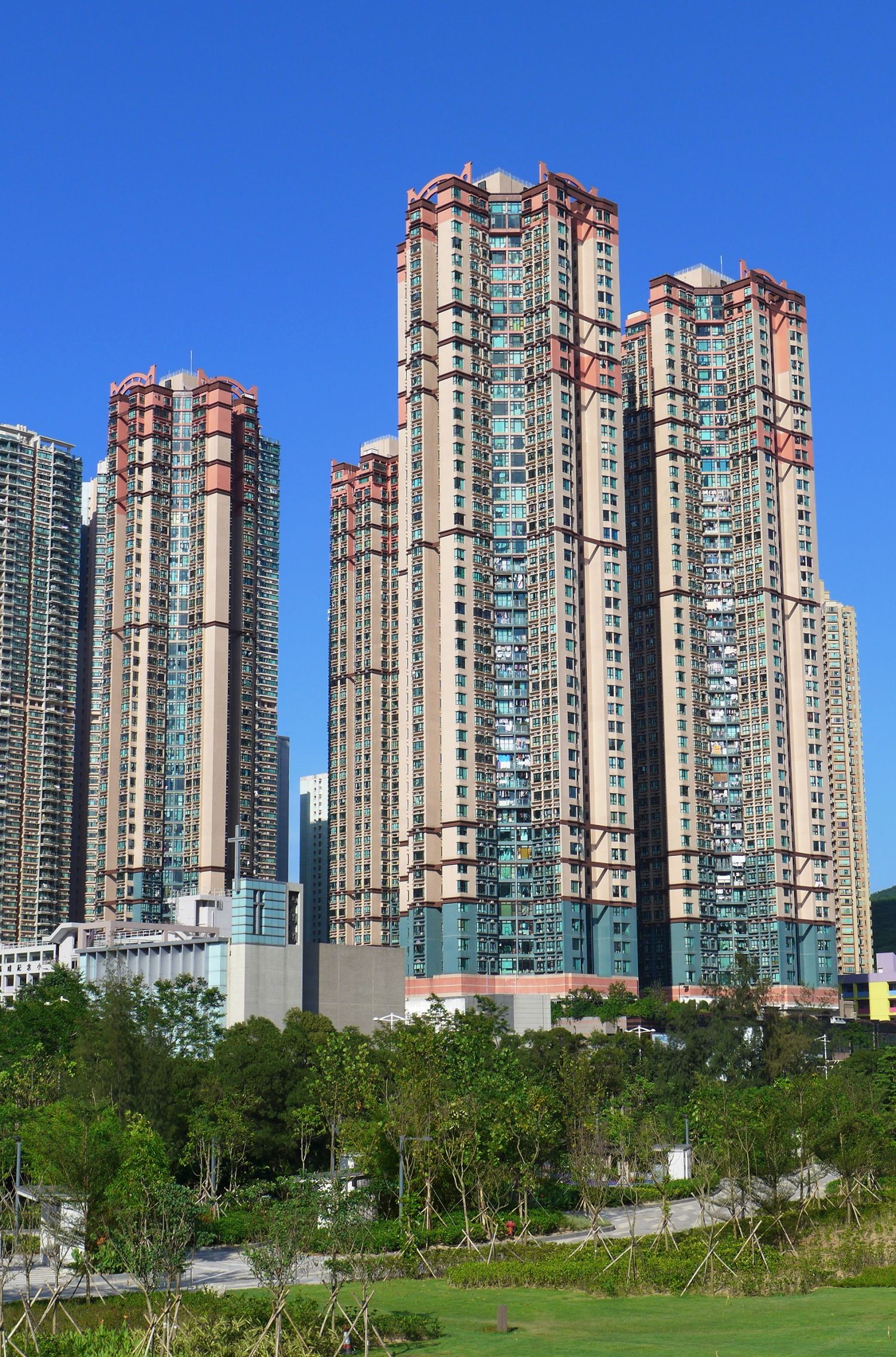
南豐廣場外貌，從將軍澳單車公園觀望

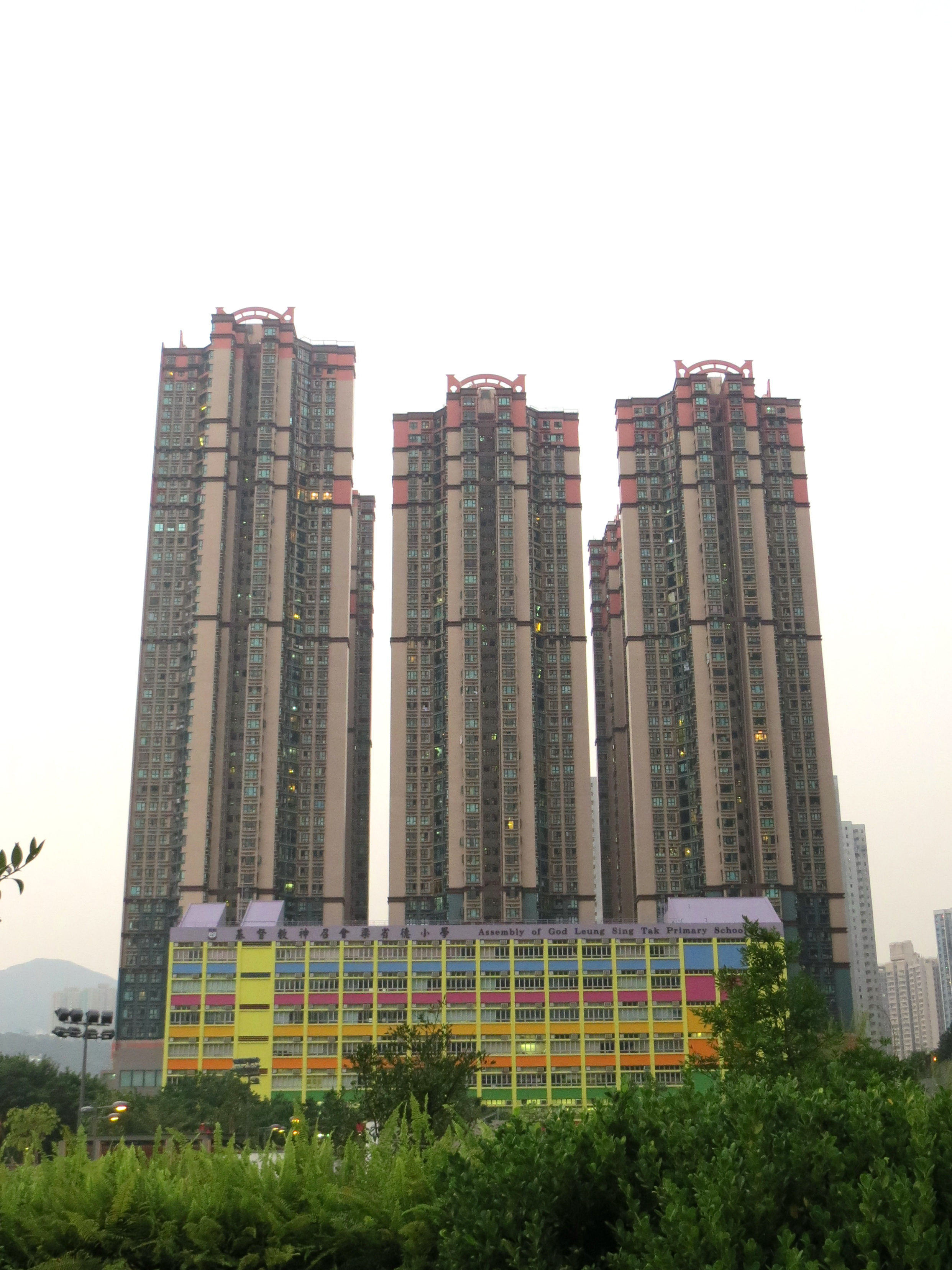
南豐廣場外貌，前方為基督教神召會梁省德小學。

南豐廣場（英語：Nan Fung Plaza）是香港新界西貢區將軍澳新市鎮的一個屋苑，位於坑口培成路8號，鄰近港鐵坑口站，由周氏建築師事務所設計、南豐集團發展及興建，於1999年落成。屋苑分為5座，提供1,614個住宅單位，設有購物商場、會所及停車場，由南豐集團旗下的民亮發展管理。
其附屬商場隨屋苑落成而啟用。2011年7月由領匯（今領展）以11.7億元收購，是領展首個以私人發展商場的收購項目，但收購項目不包括停車場。

## 簡介
南豐廣場座落於培成路及環保大道之間，鄰近香港單車館公園，佔地約153,925平方呎。整個屋苑共有5座住宅樓宇，分為第1座至第6座（不設第4座）。各座樓宇建有介乎39至44層之間，提供1,614個單位，包括24個複式單位及14個相連單位。而每座均不設4、14、24、34及44字樓。高層單位可以遠眺銀線灣的景色。
屋苑單位面積介乎由511平方呎至1,074平方呎，採用兩房兩廳及三房兩廳設計，部份設有主人套房及儲物房。而每座頂層設有相連單位，面積介乎由1,063平方呎至1,216平方呎；以及設有複式單位，面積介乎由1,595平方呎至2,046平方呎。
| 南豐廣場各座資料 | 南豐廣場各座資料 | 南豐廣場各座資料 | 南豐廣場各座資料 | 南豐廣場各座資料 | 南豐廣場各座資料     | 南豐廣場各座資料 |
| 樓宇座號         | 門牌號碼         | 大廈層數         | 每座單位數目     | 建築師           | 提供升降機服務的廠商 | 入伙日期         |
| ---------------- | ---------------- | ---------------- | ---------------- | ---------------- | -------------------- | ---------------- |
| 1                | 培成路8號        | 44               | 343              | 周氏建築師事務所 | 英國通用電氣         | 1999年5月        |
| 2                | 培成路8號        | 44               | 343              | 周氏建築師事務所 | 英國通用電氣         | 1999年6月8日     |
| 3                | 培成路8號        | 39               | 304              | 周氏建築師事務所 | 英國通用電氣         | 1999年6月8日     |
| 5                | 培成路8號        | 40               | 312              | 周氏建築師事務所 | 英國通用電氣         | 1999年6月8日     |
| 6                | 培成路8號        | 40               | 312              | 周氏建築師事務所 | 英國通用電氣         | 1999年6月8日     |

### 屋苑設施
屋苑內設有住客會所及平台花園，提供多個康樂設施，包括游泳池、小型高爾夫球練習場、網球場、壁球場、桌球室、健身室、桑拿浴室、蒸氣浴室及兒童遊樂場等。而平台花園以羅馬式設計，園內設有噴泉，可供住戶休憩。
住宅單位於入伙時已設有實心木大門、冷氣機及廚櫃，並裝有衛星電視、有線電視及iTV互動電視網絡
另外，屋苑設有兩層停車場，提供468個私家車車位及33個電單車車位，並有323個單車車位。

## 商場
南豐廣場基座設有兩層購物商場，總商用建築面積約176,000平方呎，提供220間商舖及一間幼稚園。

### 地下
地下部份商舖是地舖設計，面向培成路；另外設有一所幼稚園。
而地下中庭於2008年翻新前設有美食廣場及兩條扶手電梯前往，於2008年翻新後改為其他商舖、增設電視及拆除兩條扶手電梯，但未有效將從港鐵車站到來的一樓人流帶至地下，因此地下人流大減。

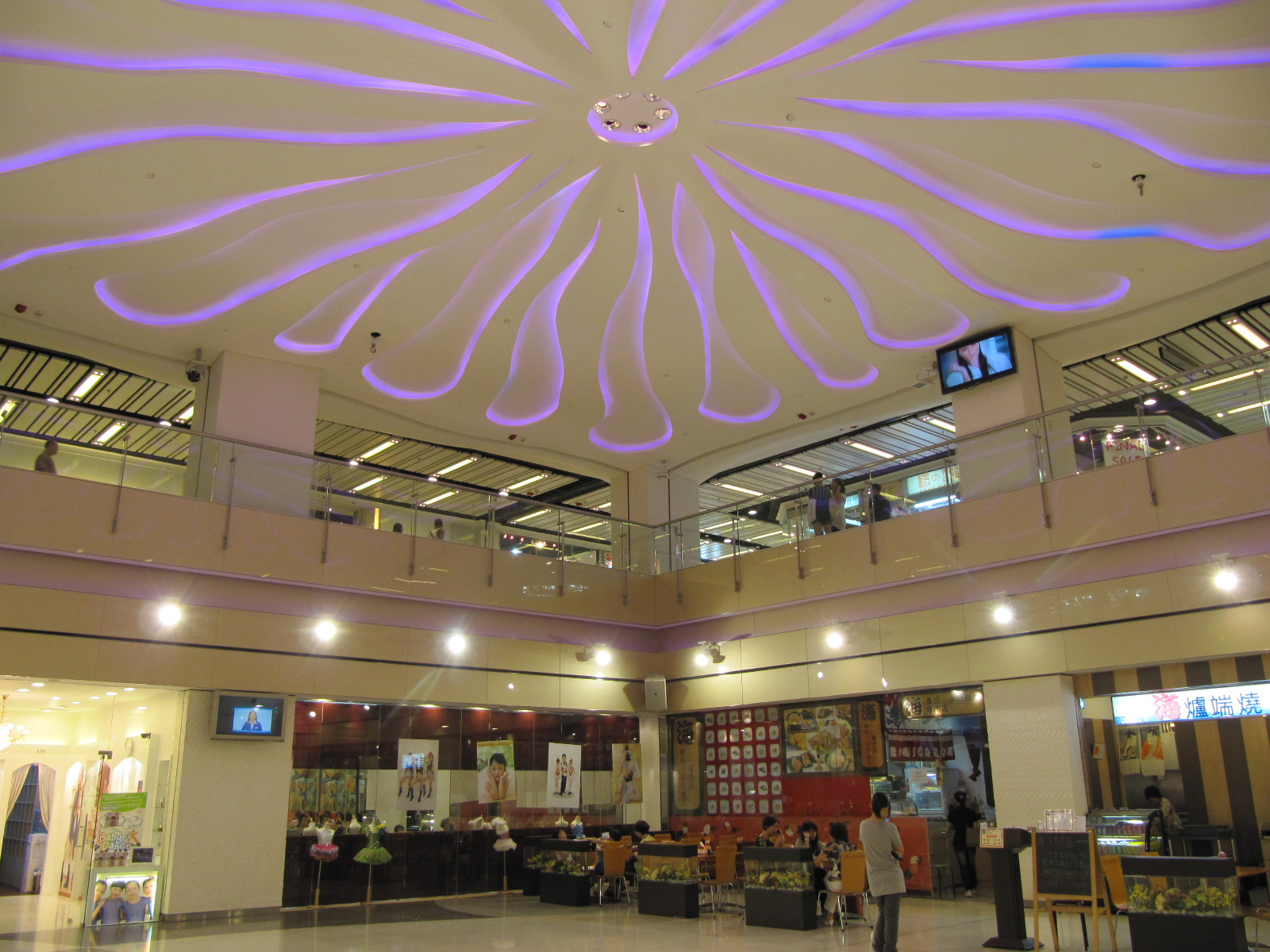
商場中庭(2011年)
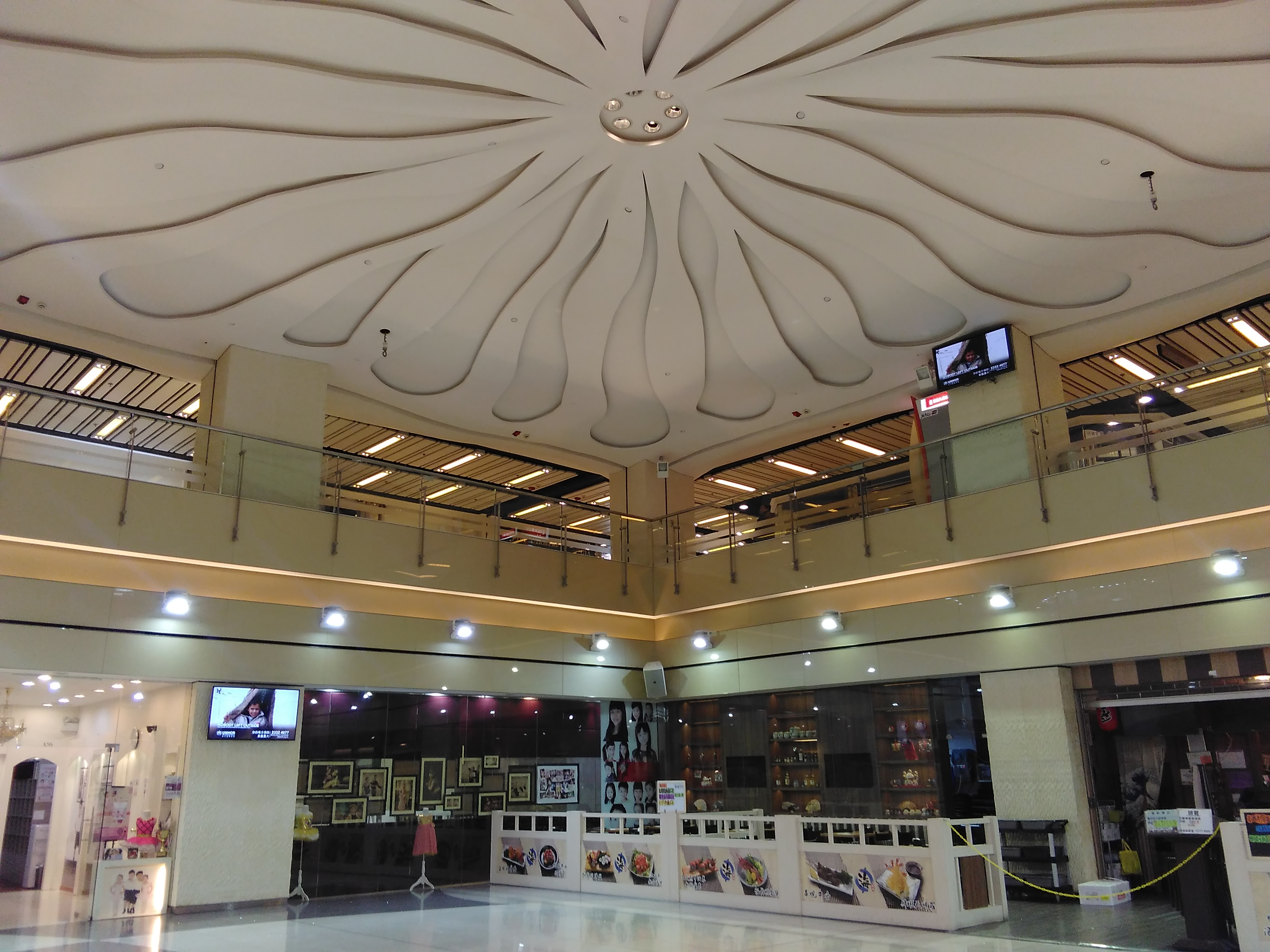
商場中庭，前美食廣場位置，可見天花板燈飾已關掉(2019年)

### 一樓
2008年翻新後行人天橋連接蔚藍灣畔及連理街，並可經天橋前往港鐵坑口站，由於該處靠近部份食肆、住宅入口，人流可謂絡繹不絕。
一樓酒樓旁於2008年翻新前設有多間小型商舖，但由於位處商場最入位置，因此該處人流稀少，於2008年翻新後改為兩間大型商舖英皇教育（現為現代美容中心）及惠康超級市場（現為日本城）。
現時除了連鎖商舖外，商場亦進駐不少小型商舖，多數為教育中心、時裝店、美容院、電腦及文儀用品店等。

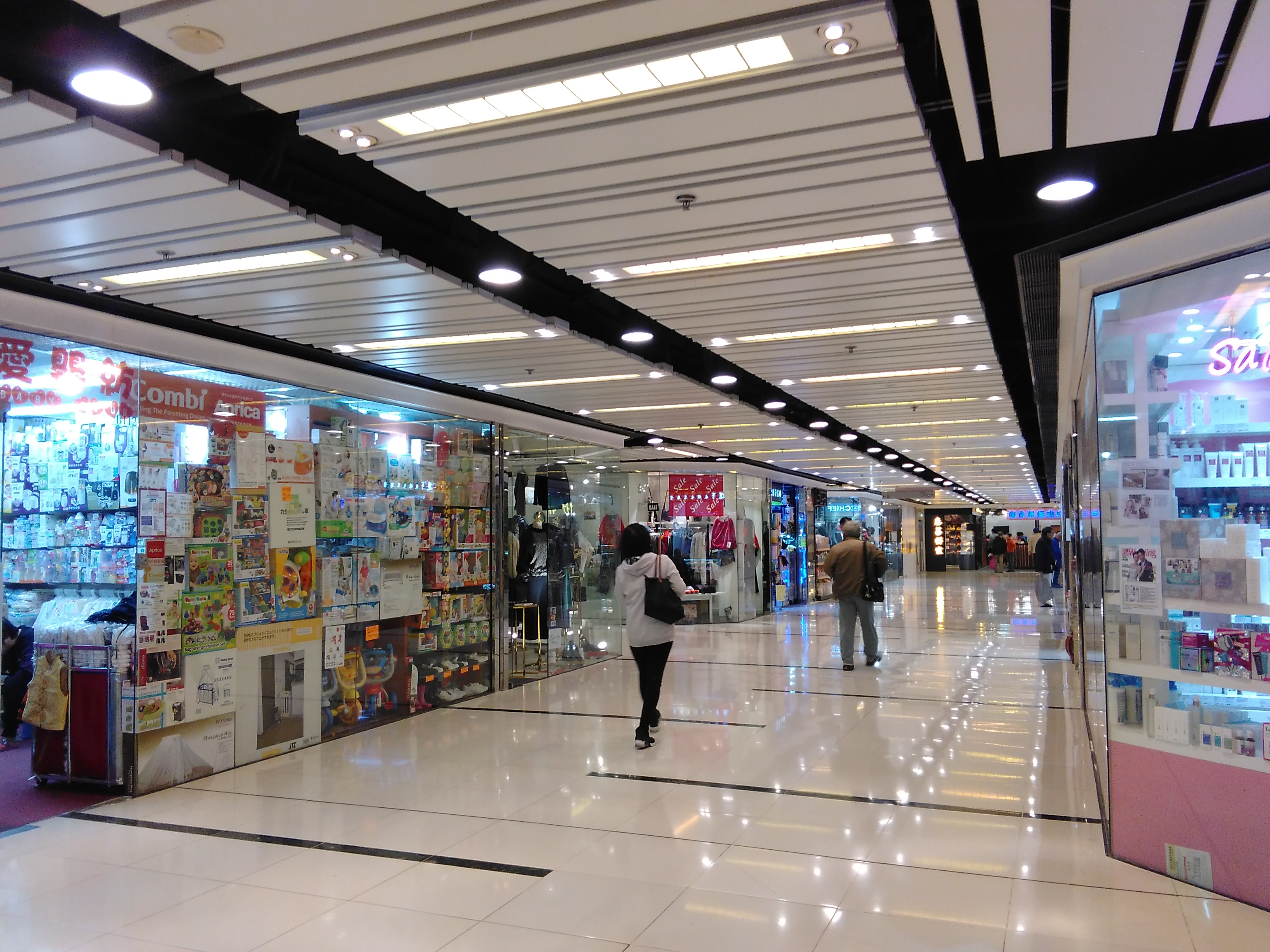
商場1樓通道（2018年）
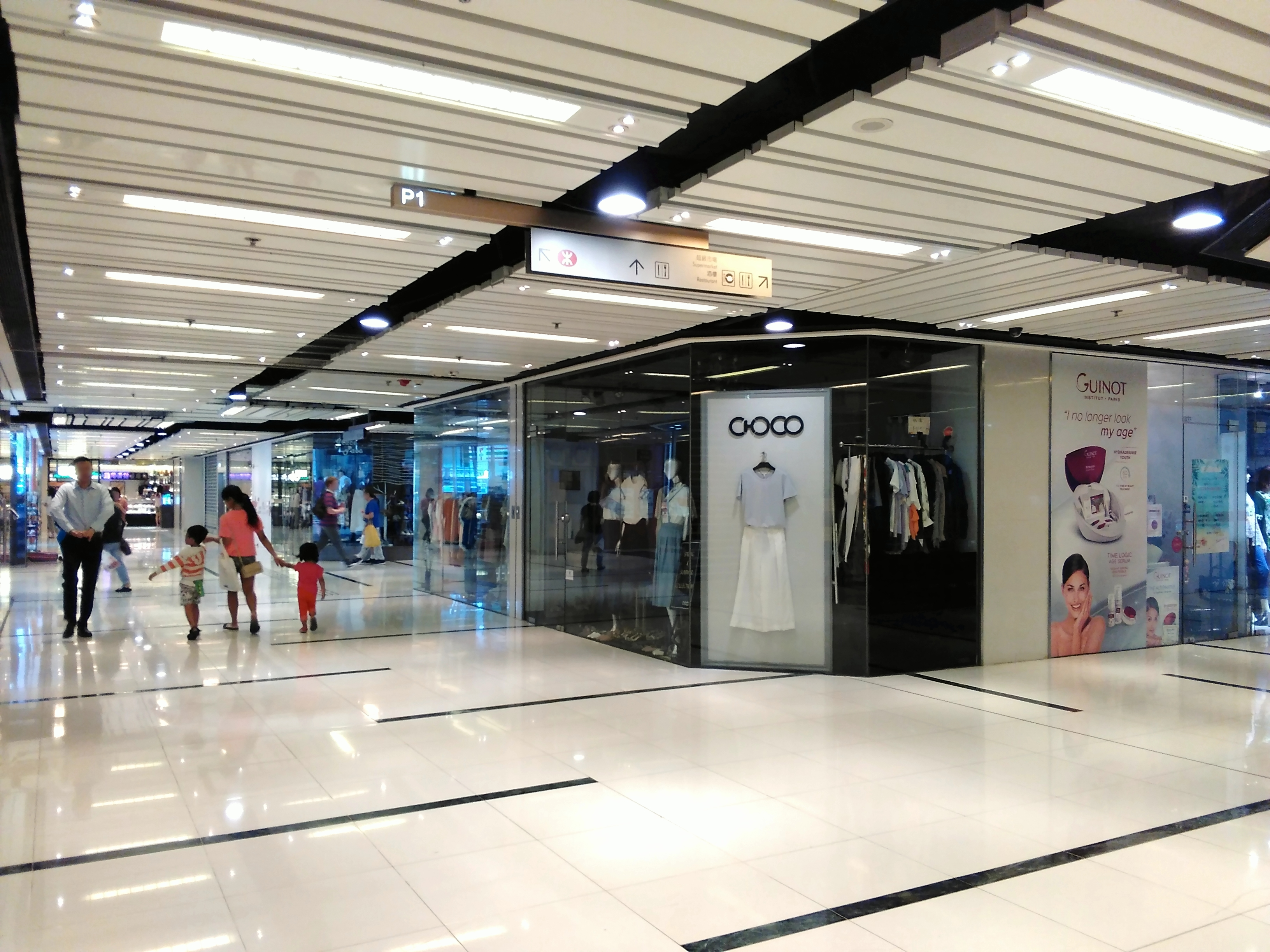
商場1樓通道（2018年）
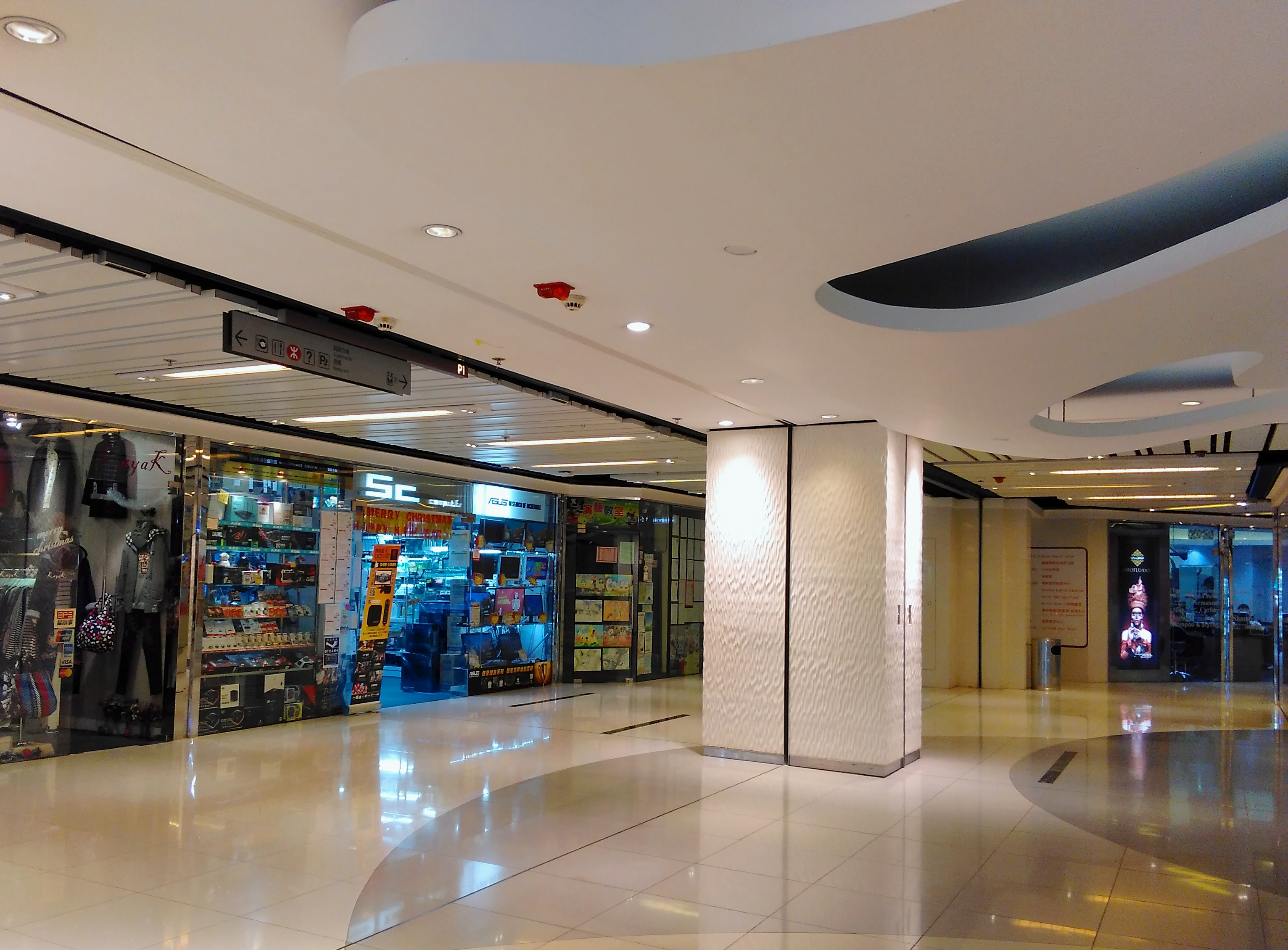
商場1樓通道，旁邊設有扶手電梯連接商場地下（2018年）

### 商戶
只列出部份連鎖商舖，詳情請瀏覽領展官方網頁（页面存档备份，存于）
| 地下 - 香港置業 - 中原地產 - 利嘉閣 - 美聯物業 - 譚仔雲南米線 - Aeon Living Plaza | 一樓 - 7-11便利店 - 現代美容中心 - 日本城 - 稻香超級漁港 - 大家樂 - 爭鮮迴轉壽司 - 百份百餐廳 - 759阿信屋 |

## 鄰近地方
- 蔚藍灣畔
- 連理街商場
- 海悅豪園（與位於馬頭圍的海悅豪庭無關）
- 新寶城
- 安寧花園
- 東港城
- 常寧遊樂場
- 坑口文曲里公園
- 將軍澳運動場
- 香港單車館公園
- 香港單車館
- 保良局馮晴紀念小學

## 事件
2024年2月24日，中共中央港澳辦，國務院港澳辦主任夏寶龍訪港，期間與行政長官李家超、民政及青年事務局局長麥美娟及副局長梁宏正等人，到本商場稻香．茶居用膳。

## 外部連結
- 南豐廣場官方網頁（页面存档备份，存于）